# Peleteria angulata
Peleteria angulata là một loài ruồi trong họ Tachinidae.